# Marit Emstad
Marit Emstad (1841–1929), también conocida como Marit Guldsetbrua Emstad, fue una tejedora noruega de Selbu a quien se le atribuye la invención de los mitones bicolores de Selbu, los Selbuvotter.

## Trayectoria
Marit Guldseth nació en 1841 como la tercera hija de Ola Nillsen y Anne Olsdatter Kjønes. Tendrían más tarde otros cuatro hijos. Guldseth se casó con Per Ingebriktsen Flønnesaut y se convirtió en Marit Flønes; más tarde tomó el nombre "Emstad" de su hija casada, tras mudarse con ella. Murió en 1929.

### Tejido de punto
Cuando era adolescente, en algún momento entre 1854 y 1856, trabajaba como criada o pastora de cabras para el granjero Jo Kjønes cuando a él le regalaron en Navidad unos calentadores de muñecas y unas medias con unos dibujos en blanco y negro.  Kjønes le preguntó a Marit si podía hacer algo "tan bonito". Ella pasó el año siguiente practicando con sus hermanas y, finalmente, hizo un par de mitones blancos con una estrella negra de ocho puntas, inspirada en los dibujos que había visto en un tocado de novia.
Entre 1855 y 1857, ella y su hermana llevaron los mitones que habían tejido a la iglesia de Selbu, como era práctica común.  Las otras mujeres encontraron bonitas las manoplas y Marit y su hermana les enseñaron cómo hacer la estrella de ocho puntas.  Comenzaron a incorporar el diseño, más tarde conocido como selburosa (un patrón de rosa con forma de octagrama regular) en otras prendas y se hizo muy popular en el municipio de Selbu.   Estos mitones de punto, conocidos como Selbuvott, se hicieron más populares que los mitones nålebinding tradicionales de la región, hasta el punto en que los reemplazaron.  Se hicieron populares como regalos de boda. Cada una de las mujeres que asistía a una boda confeccionaba un par de mitones para exhibirlos durante el enlace. Después, la novia distribuía las manoplas entre los hombres, regalando a sus maridos las manoplas tejidas por las mujeres casadas.

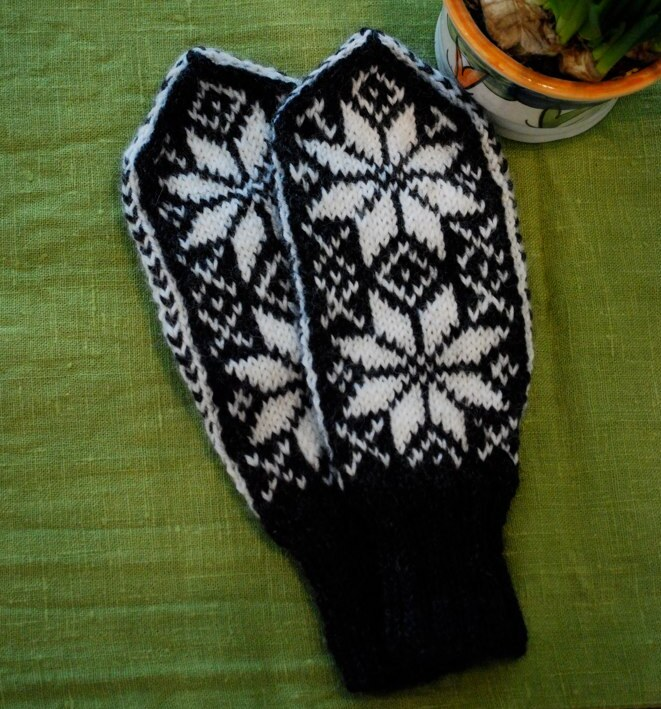
Selbuvotter en blanco y negro con diseño de ocho puntas

La producción comercial de prendas con selburosas, en particular mitones, comenzó en la década de 1890, organizada en Selbu por Marit Emstad.  En 1897, vendió el primer par de manoplas a la Trondheim Husflid.  En esa época, su labor como tejedora y su papel en la industria artesanal se hicieron más conocidos en Noruega. En 1912, a la edad de 71 años, participó en la Exposición de Artesanía Doméstica para la Fundación de Trondhjem y fue una de las tres tejedoras de Selbu galardonadas con un premio en metálico por su labor. Dos años más tarde, participó en la Exposición del Jubileo de 1914 en Oslo y obtuvo un certificado por su labor de punto, tejido e hilo.
En 1926  o 1927, Peder Morset escribió un artículo para el periódico local de Trondheim sobre la historia del tejido en Selbu, en el que se incluía la vida y la obra de Marit Emstad. Murió en 1929.

## Legado
Marit Emstad llegó a ser conocida póstumamente como la "madre del tejido de dos colores" en Noruega, y es ampliamente reconocida como la primera tejedora en colocar selburosas en los mitones. El tipo de selburosa que ella creó recibió el nombre de su familia, Emstadrosa. En el 150 aniversario de la creación de la manopla Selbu, el Selbu Husflid, la Selbu Husflidsl y el Selbu Bydemuseum otorgaron un certificado con el nombre de Emstad.

### Medalla Marit Emstad
La medalla Marit Emstad fue una medalla de plata concedida por la Selbu Husflidscentral entre 1965 y 1971 a tejedores "que hubieran realizado un trabajo especialmente valioso para promover la artesanía y la pequeña industria en Neadalen". La medalla se entregó a un total de 26 personas, entre ellas 17 mujeres y tres hombres de Selbu.